# Mercado Albert
El Mercado Albert (en inglés: Albert Market) es un mercado callejero en la ciudad de Banjul, la capital del país africano de Gambia. Situado en la avenida de la Liberación (Liberation Avenue), el mercado fue construido en la segunda mitad del siglo XIX.
Lleva el nombre de Albert, príncipe consorte, marido de la reina Victoria del Reino Unido de Gran Bretaña e Irlanda, quien controlaba Gambia durante la época colonial.